# Wanczykiwci (przystanek kolejowy)
Wanczykiwci (ukr. Ванчиківці) – przystanek kolejowy w pobliżu miejscowości Wanczykiwci, w rejonie czerniowieckim, w obwodzie czerniowieckim, na Ukrainie. Położony jest na linii Czerniowce – Ocnița.